# Åsa Haraldsdatter
Åsa Haraldsdatter var en norsk fylkesdrottning på 800-talet. Hennes far var Harald den rödskäggige (Haraldr hinn granrauði), kung av Agder. Moderns namn är okänt.
Drottning Åsa är endast känd från sagalitteraturen som skrevs på 1200-talet. Enligt Snorre Sturlassons Ynglinga saga tvångsgiftes hon med änklingen Gudröd Halvdansson jaktkonung (Guðröðr Hálfdanarson veiðikonungr), som var kung över Vestfold, Romerike och landet kring Oslofjorden (Vingulmark). Hon blev mor till Halvdan den svarthårige och var således Harald hårfagres farmor. Snorre berättar att Åsas far vägrade att gifta bort sin dotter när Gudröd friade. Gudröd överföll då kungsgården i Agder, slog ihjäl den tilltänkta brudens far och bror samt plundrade och brände gården. Åsa tillfångatogs och fördes till Vestfold där bröllopet hölls.
Ett par år senare, när den nyfödde Halvdan var ett år, tog Åsa sin hämnd. Då den berusade Gudröd under ett dryckeslag vacklade ned för landgången på sitt skepp väntade honom i mörkret en man med spjut. Lönnmördaren befanns vara Åsas skosven, och samtliga källor som har något att förmäla om saken uppger att Åsa inte gjorde någon hemlighet av att det var hon som hade anstiftat mordet.
Snorre berättar inte vad som därefter hände med Åsa. En þáttr i Hauksbók vet dock berätta att ”Åsa storråda” (som hon kallas här) återvände till Agder där hon övertog sin faders rike. Halvdan, som då var ”vintergammal” (d.v.s. ett år), växte upp hos sin mor. Han blev stor och stark, och hans hår var svart. Därför kallades han Halvdan svarte.
Sanningshalten i det som har berättats om drottning Åsa är oviss. Historikern Claus Krag menar att Åsa i allt väsentligt är en sägengestalt (sagnskikkelse) och att det är naturligast att betrakta berättelsen om henne – som så mycket annat i Ynglingasagan – som en form av diktning snarare än som historia.
Flera arkeologer, bland dem professor A.W. Brøgger, har dock velat identifiera Åsa Haraldsdatter med ”Osebergsdrottningen”, kvinnan som på 800-talet blev höglagd i Osebergsskeppet.